# Josef-Gerhard Farkas
Josef-Gerhard Farkas, auch J. G. Farkas, Gert Farkas, József Gert Farkas, József-Gellért Farkas  (* 13. Juli 1929 in Czernowitz) ist ein ungarisch-deutscher Hungarologe und Publizist.

## Leben
1940 wurde die Familie Farkas als volksdeutsch nach Deutschland umgesiedelt. Josef-Gerhard Farkas besuchte von 1941 bis 1943 Gymnasien in Berlin und 1944 in Budapest. 1945 wurde er als 15½-Jähriger in Greiffenberg zum Volkssturm einberufen. Nach einer Panzerfaust-Verletzung wurde er als Bewerber für die Reserveoffizier-Laufbahn zur Wehrmacht-Kavallerie einberufen. Die Ausbildung fand im dänischen Naestved statt. Nach Kriegsende marschierte die Führernachwuchs-Schule der Kavallerie 29 (zuvor Aufklärer- und Kavallerieschule) als Regiment wochenlang geschlossen und bewaffnet über die Inseln Seeland, Fünen und die Halbinsel Jütland. Am 1. Juni 1945 erreichte sie die dänisch-deutsche Grenze und ging nach Schleswig-Holstein in britische Kriegsgefangenschaft.
Farkas wurde Ende Juli 1945 ins amerikanisch besetzte Mainfranken entlassen. Im Dezember fand er eine neue Heimat in Regensburg. Von 1946 bis 1948 arbeitete er als Dolmetscher und Verwaltungsangestellter des Regensburger US-Militärhospitals. Von 1946 bis 1947 arbeitete er auf eigenen Wunsch im Nachtdienst und lernte tagsüber als Schüler des Neuen Gymnasiums am Minoritenweg.
Die 1945 spontan aufgetretene Neigung zum Beschreiben realer und imaginärer Vorgänge festigte sich in Briefen an seine gleichfalls jugendliche Maler-Freundin in der Rhön. 1947 erfolgten erste Veröffentlichungen im „Sprachrohr“, der bei der Mittelbayerischen Zeitung gedruckten Monatsschrift der Höheren Schulen Regensburgs. 1949 war er in Regensburg Mitredakteur der Zeitschrift AMERIKA-HAUS und Mitarbeiter der in Hannover erschienenen illustrierten Schülerzeitschrift Pennäler-ECHO.
1950/51 bereiste er die deutsche Westzone als Kontrolleur des Hamburger Unternehmens Borneff & Gabriel (Getreide, Spedition, Kontrollen, Befrachtungen). 1952 erlernte er Hand- und Maschinensatz bei der Mittelbayerischen Zeitung. Für diese Zeitung und auch für andere Blätter lieferte er selbstillustrierte Artikel.
1953 erwarb er das deutsche und zugleich ungarische Reifezeugnis (viersprachiges Dokument) am Ungarischen Realgymnasium in Lindenberg/Allgäu.
Ab Juli 1953 arbeitete er bei der Ungarnabteilung des Radio Freies Europa in München als Übersetzer und Programmanalytiker. Nach der ungarischen Revolution im Oktober 1956 verließ er den amerikanischen Sender im Februar 1957 aus Protest. Er studierte an der Ludwig-Maximilians-Universität in München Zeitungswissenschaft, ungarische Kulturgeschichte und Amerikanistik. Das Studium unterbrach er wiederholt wegen Hilfstätigkeiten für nach Bayern geflüchtete ungarische Studenten. 1957/58 veröffentlichte er zwei Bände über die ungarische Revolution. Zum Verbreiten des Dokumentarfilms „Ungarn in Flammen“ unternahm er von 1960 bis 1962 Vortragsreisen in der südlichen Hälfte der Bundesrepublik Deutschland und in West-Berlin.
Dem deutschsprachigen Erschließen dort unzugänglicher Quellen galt die vom Münchner Zeitungswissenschaft-Professor Karl d’Ester angeregte und vom Berliner Publizistik-Professoren Emil Dovifat angenommene Dissertation „Die Zeitung ‚Népszava’ [Volksstimme], ein Spiegel des politischen Schicksals Ungarns insbesondere in den Jahren 1919, 1945–56“. Nach d’Esters Tod 1960 verlegte Farkas seinen Wohnsitz nach West-Berlin und setzte seine Studien an der Freien Universität fort, wo er 1965 promovierte.
Ab 1962 beschäftigte die Freie Universität Berlin Farkas als Übersetzer und Ungarn-Sachbearbeiter am Osteuropa-Institut. Von 1964 bis 1967 war er Geschäftsführer des Beirats des Rektors für Politische Bildung. Den Geschäftsführerposten gab er auf, um das vakante ungarische Sprachlektorat zum vollen hungarologischen Lehrangebot zu erweitern.
Von 1972 bis 1994 lehrte Farkas an der FUB Ungarisch mit Ungarnkunde als Professor. Seine Vorlesungsnotizen und -tafeln zur suffixagglutinierenden madjarischen Grammatik, die er den Studierenden zu verteilen pflegte, verarbeitete er nach 2011 zu Büchern. Diese sind als dem Dokumentenserver der Berliner Freien Universität geschenkt, kostenlos abrufbar. Das erfolgte binnen weniger Jahre mehrere tausend Mal.
Desgleichen seit 2016 kostenlos nutzbar ist auch die von ihm originalgetreu übersetzte Ungarische Literaturgeschichte Antal Szerbs von 1934, welche lange Zeit nur in der deutschen Übersetzung vollständig zu benutzen war, da in den ungarischen Nachkriegsausgaben die kommunismuskritischen Passagen Szerbs entfernt worden waren. Seit 2015 liegt auch die ungarische Version in der von Farkas besorgten sechsbändigen bilinguischen Ausgabe wieder vollständig vor.
Von 1960 bis 1975 konzentrierte sich Farkas’ freiberufliche journalistische Tätigkeiten auf Mitarbeit beim Sender Freies Berlin (Presse- und Zeitschriftenschauen, Rezensionen, Kommentare, Reportagen, Features, Fernsehbeteiligungen) einschließlich des Aufbaus des politischen Schallarchivs. Nebenbei arbeitete er für den RIAS und andere Sender im deutschen Sprachraum.
Ab 1972 beteiligte er sich als Westberliner Bürger (mit Nebenadresse in Hannover) an freiwilligen Wehrübungen bei der Bundeswehr als Reserveoffizier des Militärgeschichtlichen Forschungsamtes; sein letzter Dienstgrad war Oberstleutnant d.R. Er übte bei der Truppe im Panzeraufklärungslehrbataillon 11 in Munster. Dabei entstand das Sammelwerk „Schwedter Adler“ (1989).
Farkas ist seit 1962 verheiratet mit Gabriele (* 1941).

## Werke (Auswahl)
- Die ungarische Revolution 1956. – Band I: Rundfunkdokumente unter besonderer Berücksichtigung der studentischen Bewegung. Vorwort Alexander Schenk Graf von Stauffenberg. - Bd.II: Ost-Westliche Presseschau. München, Köln 1957, 1958. Vorwort Karl d’Ester.
- Die „Népszava“ (Volksstimme), Spiegel des politischen Schicksals Ungarns 1919 & 1945–56. Text der Dissertation von 1965 nun bilinguisch deutsch-ungarisch. Hagenbach 2011.
- Sándor Radó; Deckname Dora. Übersetzung aus dem Ungarischen von Josef G. Farkas. Stuttgart 1971. ISBN 3 421 016151
- Überlieferung und Auftrag. Herausgeber. Festschrift für Michael de Ferdinandy zum 60. Geburtstag. Wiesbaden 1972.
- Antal Szerb: Ungarische Literaturgeschichte. Übersetzung von Josef Gerhard & Gabriele Farkas, 2 Bände, Youngstown/Ohio 1975. Verbreitung aus Budapest verboten. - Szerb Antal: Magyar irodalomtörténet. Antal Szerb: Ungarische Literaturgeschichte. Deutsch von J. G. Farkas. Bilinguisch ungarisch-deutsch. Mit Textvergleich der Ausgaben von 1934 und 1940, in 6 Bänden (Bis 16. Jahrhundert, 16.–18. Jh., Adelsliteratur bis Banus Bank, Kölcsey bis Jókai, Petőfi bis Bodnár, Bürgerliche Literatur bis 1929 und Gesamtregister). Hagenbach 2015.
- Schwedter Adler. Das Panzeraufklärungslehrbataillon 11 in der Traditionskette 1689–1989 (Der Stamm, Das Wappen, Die Entwicklung, „Schwedter“ Curriculum, Die „Schwedter“ Verbände, Das Lehrbataillon, Garnisonen, Der Dienst, Unsere Tradition). Herausgeber. Munster und Berlin 1989. Begleitheft Gesamtregister, 1990.
- Totenklage um eine Chihuahua. Hagenbach 2008. - 2010 als Hörbuch gesprochen von Andreas v.Rüden.
- Katolikus Magyarok Vasárnapja. Catholic Hungarians' Sunday (Katholischer Ungarn Sonntag) USA, Index, Themenspektrum 1956-1968 & 1969-1979, trilinguisch. Hagenbach 2010.
- Chihuahuas als junge Familie. 2 Bände Hagenbach 2009. - Bilinguisch deutsch-ungarisch in 1 Band, Hagenbach 2011.
- Seklerisches: eines „Gobe“ Berliner Luxusauto. Bilinguisch ungarisch-deutsch. Zweite ergänzte Auflage Hagenbach 2011.
- Michael de Ferdinandy mit Herausgeber Farkas – Ungarn: Reich der Heiligen Krone. Romantik als geschichtliche Form. Nach Ferdinandys „Historia de Hungría“, Madrid 1967. Hagenbach 2012.
- Ungarisch genau genommen. Sprachlehre in 4 Bänden, Hagenbach 2012–14.
- Lebensbuch 1929 – 20?? – Biografischer Bericht mit Dokumenten. Sieben Bände, Hagenbach 2015–2016. Serie ist noch unbeendet.